# Зарваницький духовний центр
Зарваницький духовний центр — всесвітній марійський відпустовий центр, одна з найбільших святинь Української греко-католицької церкви.
Розміщений у селі 3арваниця Тернопільського району, Тернопільської області. Відпустового значення набув у 1742 році, поновлено в 1867 році.

## Історія
У 1991 році з благословення архієрея Михаїла Сабриги отець-митрат Василь Семенюк за участю семінаристів і парафіян відбудував капличку біля джерела з цілющою водою, спорудив біля неї велику каплицю, в якій під час відпустів відправляють Богослужіння, а також Хресну дорогу. 3ведено реколекційний будинок, відбудовано Святотроїцький монастир Студійського уставу (2001) та дерев'яну церкву Різдва Пресвятої Богородиці (2002).

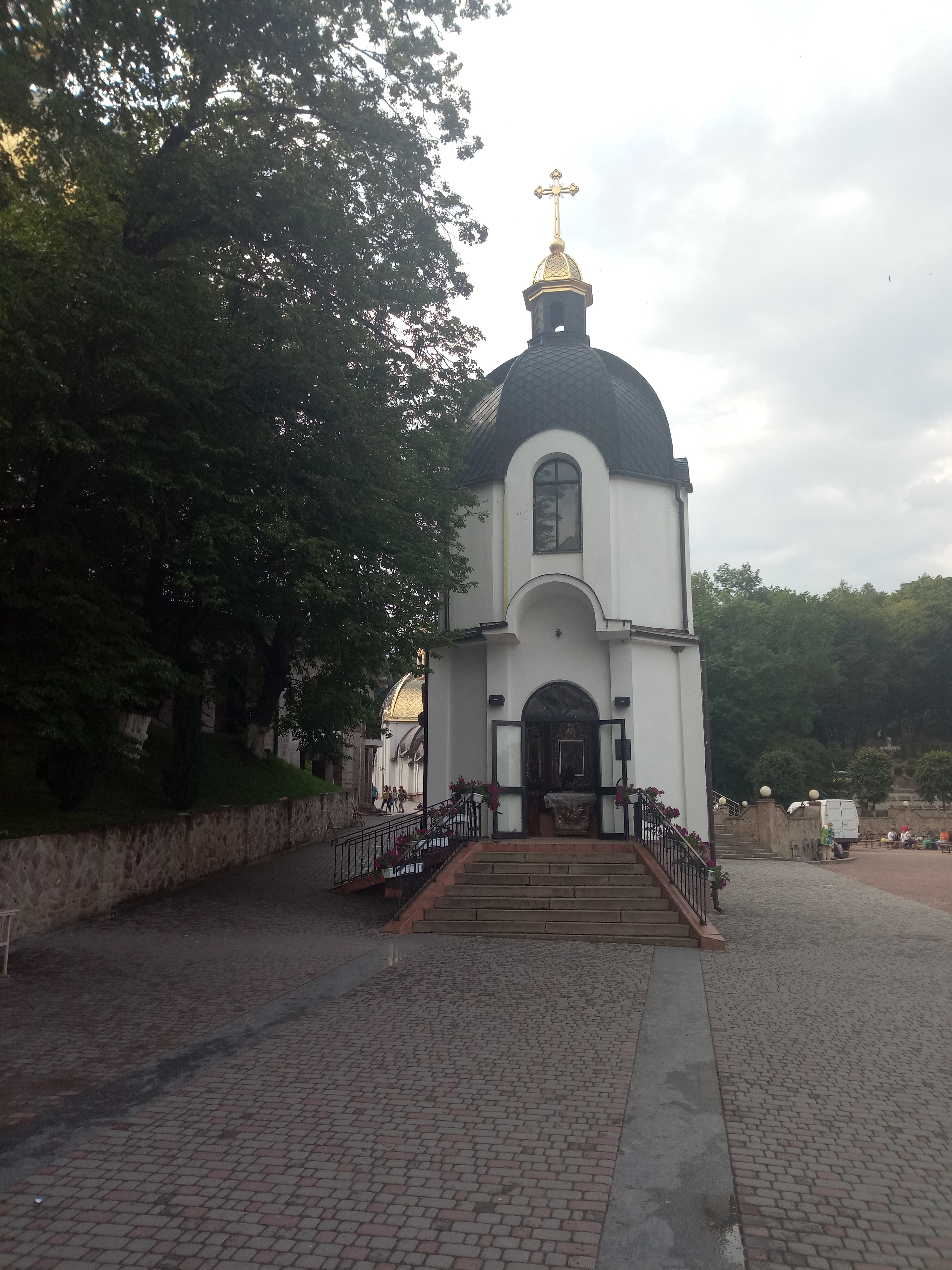
Каплиця з копією ікони матінки Божої

Зарваницький духовний центр створено на пожертвування вірних України та діаспори. Велику допомогу надали державні органи, громадськість області.

## Споруди комплексу
Нині комплекс об'єднує кілька храмів, духовних споруд, Хресну дорогу та інші споруди.

### Церква Пресвятої Трійці
Парафіяльна церква Святої Трійці споруджена 1754 р. Тут зберігається чудотворна ікона Божої Матері Зарваницької. Будівля — хрещата із закругленою апсидою, до якої прилягають дві прибудови. Стіни фланковані стовпами. Двосхилий дах увінчує висока відкрита маківка.

### Собор Зарваницької Матері Божої
На схилі гори на західній околиці села споруджено собор 3арваницької Матері Божої (2000), який освятив і провів у ньому першу архієрейську літургію Глава УГКЦ кардинал Любомир Гузар. Тернопільські архітектор Михайло Нетриб'як, конструктор Т. Григель поєднали сучасні архітектурні символи з традиціями давньоукраїнської архітектури, що є синтезом центробанної круглої та багатокутної будівлі. Хрестокупольна, п'ятибанна, однонавна споруда без стовпів. У центральній частині собору консолі несуть із допомогою підпружних арок систему склепінь і купол на восьмигранній барабані, що завершений банею. В інтер'єрі висота до центру купола — 28 м. Над приміщеннями, що прилягають до внутрішніх куполів хреста, є 4 малі бані. У цоколі собору розміщена нижня церква з двома каплицями. Верхня і нижня церкви мають вихід на тераси.

### Каплиця

Відкрита каплиця зі стелою Богоматері

Навпроти собору, в центрі майдану, споруджено архітектурну композицію ікони Матері Божої 3арваницької (скульптори Олександр Маляр, Дмитро Пилип'як, архітектор Данило Чепіль). На гранітному постаменті — декоративна монументальна відкрита каплиця, в центрі якої стела із зображенням ікони (з італійського білого мармуру). Композицію увінчує корона з хрестом.

### Дзвіниця

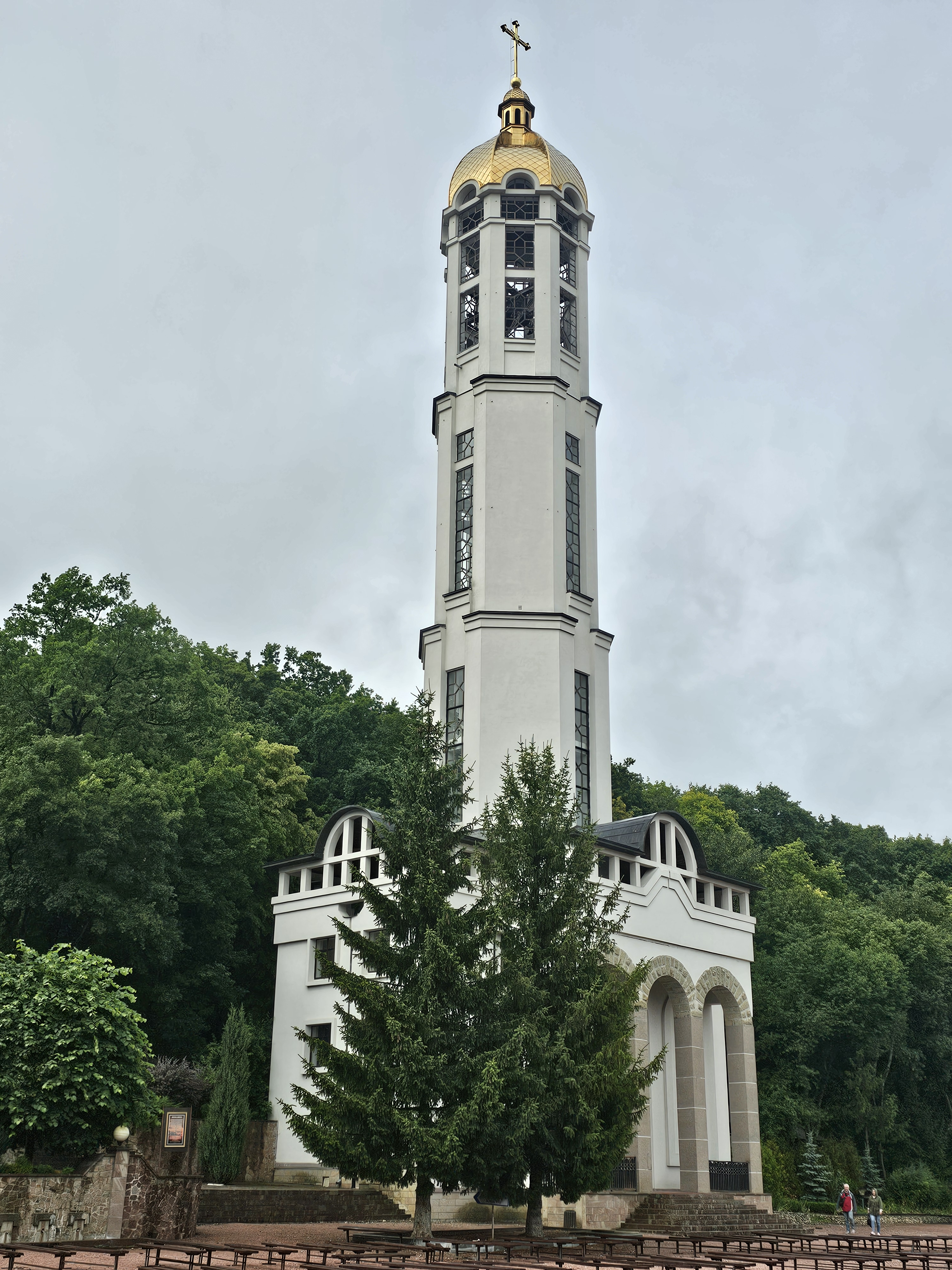
Дзвіниця духовного центру "Зарваниця "

Неподалік — чотириярусна дзвіниця (висота із хрестом — 75 м). Перший ярус — прямокутний, інші — восьмигранні. Дзвіниця завершена куполом. Внизу розміщені крипти, виставковий зал, медпункт, крамниця тощо. П'ять дзвонів виготовлені в Україні та у відомій дзвонарні Фальчинських у м. Перемишль (Польща).

### Хресна дорога

Хресна дорога

Від дзвіниці до монашої печери споруджена Хресна дорога зі стаціями.

### Каплиця-меморіал
У лісі поблизу Хресної дороги розпочалося будівництво каплиці-меморіалу на честь загиблих героїв Небесної сотні та воїнів АТО. Усередині планується вмонтувати монітор, на якому постійно буде відображатися інформація про Героїв. Наріжний камінь під будівництво освятив блаженнійший Святослав.

### Надбрамна церква Благовіщення
Біля річки Стрипа збудована надбрамна церква Благовіщення. Має широкий центральний і два бічні входи, чотирипелюстковий купол.

### Співоче поле
У південній частині села збудовано Співоче поле для мистецько-духовних заходів. Воно має вигляд амфітеатру і вміщує до 50 тис. глядачів.

### Бювети
Між собором і дзвіницею вимуровані бювети, де прочани можуть брати воду, що тече із цілющого джерела.

## Прощі

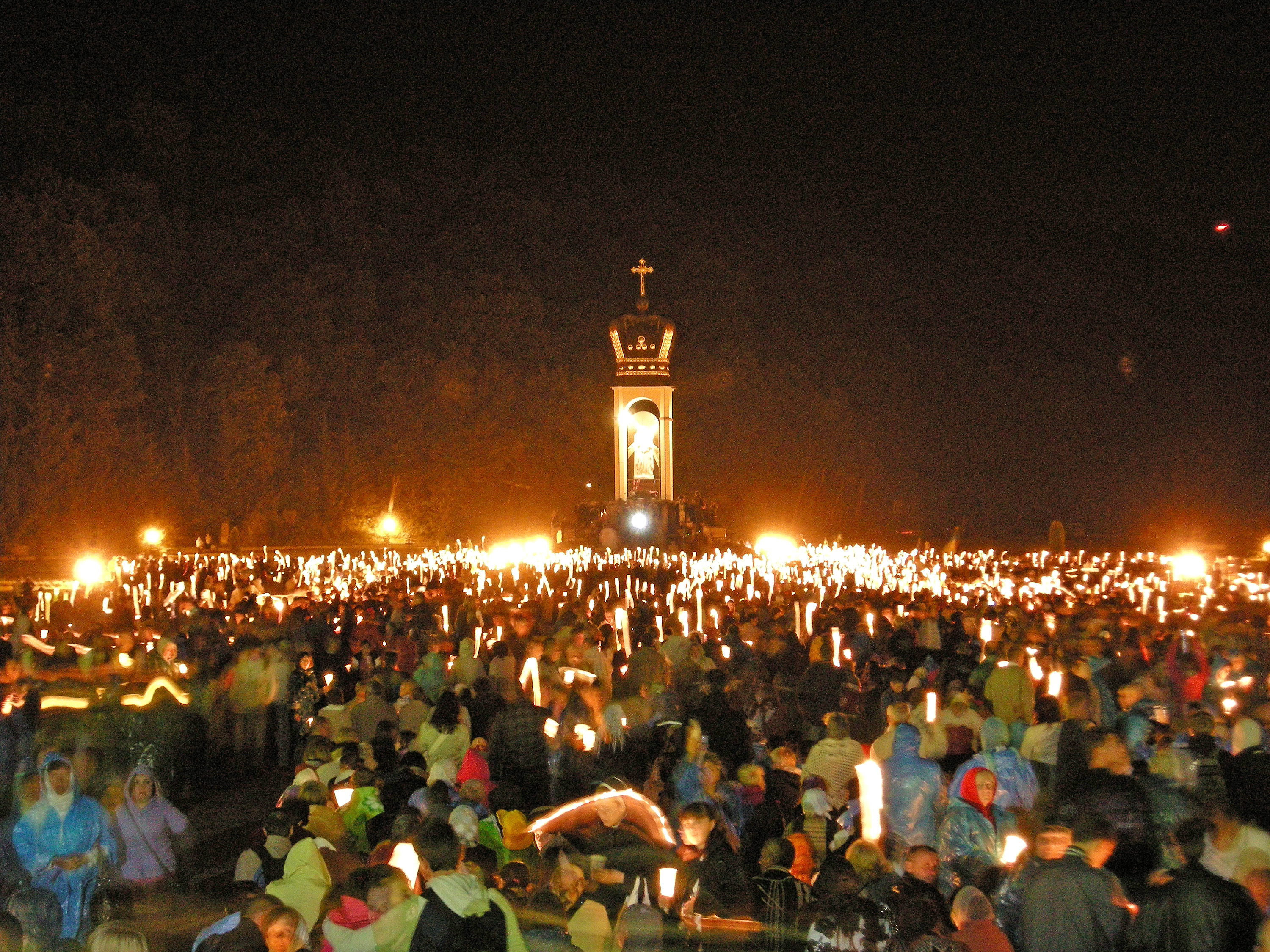
Всеукраїнська проща 2013 року. Похід зі свічками, на майдані.

Щорічно (зазвичай на початку липня) проводиться Всеукраїнська та молодіжна прощі, на яку збирається десятки й сотні тисяч паломників з усіх областей України та з-за кордону.
Протягом року відбуваються професійні прощі, які започатковані 2002 року. Прощі організовуються для:
- духовенства
- медиків — вперше відбулася 2014 року,
- освітян — вперше відбулася 2002 року,
- журналістів — вперше відбулася 5 червня 2016,
- військових,
- податківців,
- правоохоронців,
- митників,
- кооператорів,
- працівників житлово-комунальних господарств — вперше відбулася 2014 року,
- проща «Самбір — Зарваниця».

Також протягом року відбуваються прощі деканатів Тернопільсько-Зборівської та інших єпархій УГКЦ, прощі Марійських та Вівтарних дружин.

## Події
20 вересня 2016 року в Зарваницькому духовному центрі відбувся конгрес делегатів 20 найбільших Марійських духовних центрів Європи.